# Gregäres Verhalten

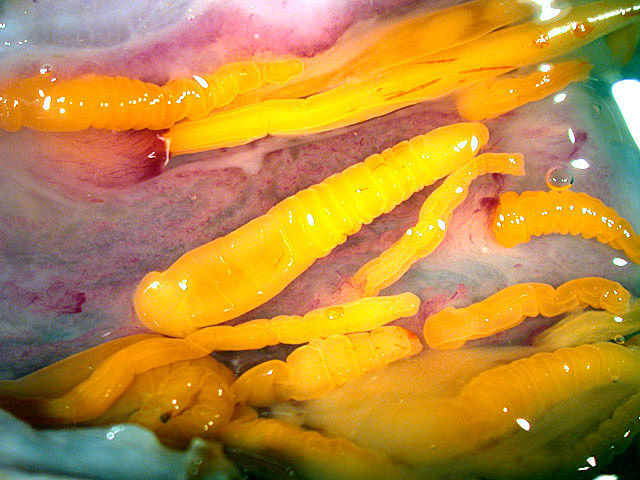
Gregärparasitismus: Kratzwurmbefall (Pomphorhynchus) im Rektum eines Blaufisches (Pomatomus saltatrix)

Gregäres Verhalten (dt. mehrere, in Gemeinschaft von lat. gregarius - „zur Herde gehörig“) beschreibt in der Biologie das Zusammenkommen von Organismen (Aggregation), die ansonsten allein leben, an einem Ort aufgrund von anziehenden Faktoren wie Nahrungsverfügbarkeit und Wasser. So finden sich bsp. Totengräber an Kadavern oder Mistkäfer an Exkrementen ein. Abgeleitet von dem Verhalten beschreibt der Gregarismus den Grad der Aggregation einer Organismenart in speziellen Bereichen ihres Lebensraumes.
Gelegentlich wird der Begriff grundsätzlich als in der Gruppe lebend genutzt. Das Gegenstück zu gregär ist solitär.
Eine spezielle Form des gregären Verhaltens ist der „Gregärparasitismus“, bei dem mehrere Parasiten der gleichen Art in einem Wirt leben. Kann sich in der Regel nur ein Exemplar pro Wirt entwickeln, so spricht man von „Solitärparasitismus“.

## Belege
1. 1 2  Stichwort „Gregäres Verhalten.“ In: Herder-Lexikon der Biologie. Spektrum Akademischer Verlag GmbH, Heidelberg 2003. ISBN 3-8274-0354-5
2. ↑  Stichwort „Gregarismus.“ In: Herder-Lexikon der Biologie. Spektrum Akademischer Verlag GmbH, Heidelberg 2003. ISBN 3-8274-0354-5
3. ↑  Stichwort „Gregärparasitismus.“ In: Herder-Lexikon der Biologie. Spektrum Akademischer Verlag GmbH, Heidelberg 2003. ISBN 3-8274-0354-5